# Saint-Ellier-les-Bois

Saint-Ellier-les-Bois este o comună în departamentul Orne, Franța. În 1 ianuarie 2022 avea o populație de 257 de locuitori.